# بخش کینشمسکی
بخش کینشمسکی (به لاتین: Kineshemsky District) یک منطقهٔ مسکونی در روسیه است که در استان ایوانوف واقع شده‌است.